# Didier Conrad

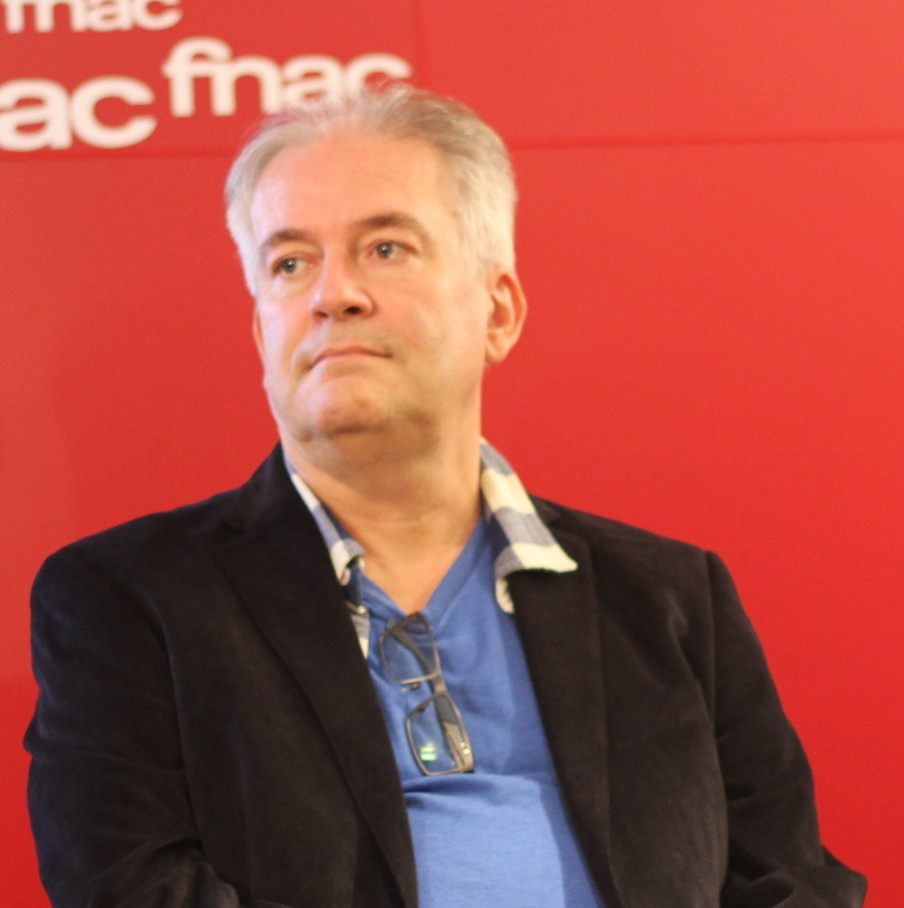
Didier Conrad 2013

Didier Conrad (* 6. Mai 1959 in Marseille) ist ein französisch-schweizerischer Comiczeichner. Er wurde Anfang der 1980er Jahre durch seine Serie Helden ohne Skrupel bekannt. Conrad übernahm ab Band 35 die Serie Asterix zusammen mit Autor Jean-Yves Ferri, ab Band 40 zusammen mit Fabcaro. Er ist damit der Nachfolger von Albert Uderzo. Er ist verheiratet mit der Comic- und Kinderbuchautorin Sophie Commenge (alias Wilbur) und lebt in Austin, Texas.

## Biografie
Conrads Eltern stammen aus der Schweiz, seine Mutter aus Vevey, sein Vater aus Neuchâtel. Conrad besitzt auch die Schweizer Staatsbürgerschaft, hat die Schweiz allerdings nur selten besucht.
Bereits mit 14 Jahren schaffte es Conrad erstmals, im renommierten Spirou-Magazin zu veröffentlichen. Die Plattform dafür bot die Rubrik Carte blanche, die primär zur Vorstellung junger Talente initiiert war, unter denen Conrad als bis dahin jüngster Nachwuchszeichner dennoch hervorstach. Von 1978 bis 1979 folgte dann mit Jason Conrads erste richtige Serie bei Spirou. Es erschienen in den Ausgaben 2110–2119 sowie 2134–2143 zwei Langgeschichten nach Szenarien von Mythic, die jedoch nie (Stand: November 2013) in französischen Alben gesammelt zweitveröffentlicht wurden und zu denen auch Conrad später meinte, er hätte sie besser unter einem Pseudonym veröffentlichen lassen sollen.

### Conrad und Yann ab 1979
Während Conrad von 1974 bis 1975 insgesamt vier Beiträge von zwei Seiten Länge in der Carte blanche veröffentlichte, konnte sich der fünf Jahre ältere Yann dort zur gleichen Zeit fünf Mal etablieren, danach daran aber nicht so unmittelbar anknüpfen, wie Conrad dies gelungen war. Yanns Mutter bemerkte jedoch, dass beide Nachwuchskünstler aus Marseille stammen und arrangierte ein erstes Treffen.
Tatsächlich folgten dieser Zusammenkunft erste kleinere gemeinsame Arbeiten 1979 im Journal de Spirou, und 1980 wurden ebendort die ersten beiden Alben von Helden ohne Skrupel (Originaltitel: Les Innommables) in Fortsetzungen gedruckt. Trotz Unterstützung von Franquin konnte sich die Serie wegen ihres makaberen Humors, der auch Sex nicht aussparte, nicht auf längere Zeit in dem Magazin halten. Die geplante dritte Geschichte Cloaques bekam keine Erlaubnis zum Abdruck und erschien erst 1997, stark überarbeitet, da sie dem neuen Handlungsfortgang angepasst werden musste. 1982 folgte noch der Beginn von Aventure en jaune, der ersten Geschichte mit der chinesischen Agentin Alix, die allerdings mitten in der Geschichte abgebrochen wurde. Les Innommables wechselte von Dupuis zum Kleinverlag Temps Futurs, zu Glénat und schließlich zu Dargaud, wo sie um elf weitere Alben sowie eine Spin-off-Serie (Tigresse Blanche über die früheren Abenteuer von Alix) erweitert wurde. Die Serie erschien auch 2001 bis 2003 im Carlsen Verlag sowie 2009 bis 2011 bei Finix Comics komplett auf Deutsch, der Ableger unter dem Titel Die Weiße Tigerin von 2008 bis 2011 bei Schreiber & Leser.
Bereits in den 1980er Jahren plante Franquin eine erste Zeichentrickserie um seine Figur des Marsupilamis. In die Produktion involviert waren neben Franquin selbst und den damals etablierten Künstlern Delporte, Wasterlain und Will auch die jungen Talente Conrad und Yann. Doch Franquin hatte Schwierigkeiten, die Fernsehproduktion zu finanzieren, und so versandete dieses Projekt.
Nach dem Rauswurf bei Spirou veröffentlichten die beiden zunächst 1983 bis '84 im Magazin Circus das erste Abenteuer der Reihe Bob Marone. Es handelt sich dabei um eine Parodie auf die triviale Abenteuerromanserie Bob Morane, die auch als Comic adaptiert wurde. Von diesem Titel erschienen zunächst zwei Alben 1984 und '85 bei Glénat, die 1986 auch im Carlsen Verlag auf Deutsch veröffentlicht wurden. Von 2003 bis 2005 wurde die Serie für sieben Kurzepisoden von meist sechs Seiten Länge im Magazin Fluide Glacial reaktiviert, zum Teil unter dem Titel Bob et Bill. Die neuen Abenteuer erschienen, gemeinsam mit einem achten zuvor unveröffentlichten, 2013 bei Dargaud als Album.
Für kindgerechte Comics legten sich Conrad und Yann das gemeinschaftliche Pseudonym Pearce zu. Zunächst schufen sie unter Aufsicht von Morris 1995 und 1997 zwei mäßig erfolgreiche Alben der Serie Lucky Kid, mehr Erfolg (insgesamt sechs Alben) hatten sie, als sie mit Cotton Kid ein ähnliches Konzept aufbauten, ohne sich als Ableger an einen bekannten Namen anzulehnen. Bei beiden Serien fungierte Jean Léturgie als Co-Autor. Sie wurden auch beide komplett auf Deutsch herausgebracht, Lucky Kid bei Ehapa, die die Serie teilweise in die Hauptreihe Lucky Luke integriert hat, Cotton Kid zunächst bei Carlsen, dann bei Salleck Publications.

### Conrad und Wilbur ab 1982
Conrad lernte seine spätere Gattin 1982 in Marseille kennen. Unter dem Pseudonym Lucie kolorierte sie die ersten beiden Alben Bob Marone, ehe sie ab 1985 regelmäßig als Autorin von Conrads Werken fungierte. Der erste gemeinsame Comic war L'Avatar, es folgte 1990 Tatum, beide Werke wurden von Wilbur noch unter ihrem richtigen Namen Sophie Commenge signiert. Von L'Avatar erschien nur der erste von zwei geplanten Teilen, Conrad verarbeitete die Geschichte nochmal komplett 1990 unter dem Namen Le Piège malais.
1987 bekam das Paar eine Tochter, 1991 einen Sohn. 1991 erschien auch das erste Album der Serie Donito. Vier weitere Teile erschienen bei Dupuis bis 1996, die ersten drei Geschichten wurden 1993 bis 1994 von Carlsen auf Deutsch veröffentlicht. Donito war Conrads erster Comic, der sich an ein kindliches Publikum richtet. Offiziell zeichnet er hier als Autor und Zeichner verantwortlich. Tatsächlich, so räumte er im Interview mit Matthias Hofmann ein, waren die Geschichten eine reine Schöpfung von Wilbur, die sich damals allerdings nicht zusätzlich als junge Mutter dem Stress der Arbeit mit dem Verlag aussetzen wollte. Somit fungierte sie hier als Ghostwriterin ihres Gatten. Die Ausarbeitung als Skript für die Umsetzung als Comic erfolgte jedoch durch Conrad. Im Falle der Weißen Tigerin stammt das Szenario der ersten beiden Alben von Yann, jenes der Teile 4 bis 7 zweifelsfrei von Wilbur. Die dritte Folge führt jedoch sowohl in der französischen als auch der deutschen Ausgabe Conrad als alleinverantwortlichen Schöpfer an. Dies wird jedoch bisweilen bestritten, folglich besteht die Möglichkeit, dass hier ähnlich verfahren wurde wie bei Donito.
1996 zog die Familie nach Los Angeles, da Conrad für 15 Monate einen Auftrag als „Visual Developer“ beim Animationsfilm Der Weg nach El Dorado annahm. Auch nach Beendigung der Arbeit für DreamWorks verblieb die Familie in Kalifornien. Weitere Serien des Duos Wilbur – Conrad ist die in vier Alben abgeschlossene Serie Raj (im Original 2007 bis 2011 bei Dargaud erschienen, auf Deutsch sind die ersten beiden Teile 2010 bei Carlsen erschienen, die übrigen 2017 bei Finix) sowie Marsu Kids mit derzeit zwei Alben, die im Original ab 2011 bei Marsu Productions, auf Deutsch ab 2012 beim Splitter-Imprint Toonfish erscheint. Mit letzterer Serie, die auf drei Alben entsprechend drei Kindern des Marsupilamis ausgelegt ist, kehrte Conrad auch erneut ins Spirou-Magazin zurück. Beide Teile wurden dort 2012, und damit teilweise nach der Albenveröffentlichung, in Fortsetzungen gestartet.

### Conrad und andere Autoren ab 2012
Gemeinsam mit Jerry Frissen arbeitet Conrad an der Serie Duc Béton, wie zuvor bei Bob Marone eine Parodie auf eine Trivialromanreihe, konkret die US-Serie Doc Savage. Und ebenso wie die letzten Marone-Geschichten wird die Serie im Magazin Fluide Glacial vorveröffentlicht. Ein Album zur Serie ist im August 2012 ebenfalls erschienen.
Asterix bei den Pikten, der erste Asterix-Band des neuen Teams Conrad und Ferri, ist am 24. Oktober 2013 erschienen. Bei der Umsetzung ließ Uderzo dem neuen Team weitgehende Freiheit, war aber in beobachtender Position involviert. Er brachte auch, vorwiegend bei den ersten Seiten, einige Korrekturen an Conrads Bleistiftzeichnungen an. Insgesamt erschienen bis 2021 fünf Asterix-Bände von Ferri und Conrad. Seit 2023 arbeitet Conrad mit Fabcaro als neuem Asterix-Texter zusammen.

## Bibliografie (auf Deutsch erschienene Werke)
- 1986 Bob Marone
- 1991 Ein außergewöhnliches Abenteuer von Boule & Bill[Anm. 2]
- 1993–1994 Donito
- 1995 Lucky Kid
- 1999 Lucky Luke: Oklahoma Jim[Anm. 3]
- 2000–2007 Cotton Kid
- 2001–2010 Helden ohne Skrupel
- 2008–2011 Die Weiße Tigerin
- 2010 Raj
- seit 2012 Marsu Kids
- seit 2013 Asterix (bis 2021 zusammen mit Jean-Yves Ferri, seit 2023 zusammen mit Fabcaro)
  - 2013 – Asterix bei den Pikten. Egmont Ehapa Media, Berlin, ISBN 978-3-7704-3635-4.
  - 2015 – Der Papyrus des Cäsar. Egmont Ehapa Media, Berlin, ISBN 978-3-7704-3890-7.
  - 2017 – Asterix in Italien. Egmont Ehapa Media, Berlin, ISBN 978-3-7704-4037-5.
  - 2019 – Die Tochter des Vercingetorix. Egmont Ehapa Media, Berlin, ISBN 978-3-7704-3638-5.
  - 2021 – Asterix und der Greif. Egmont Ehapa Media, Berlin, ISBN 978-3-7704-2439-9.
  - 2023 – Die weiße Iris.